# Studio der frühen Musik
Studio der frühen Musik fue un grupo de música antigua fundado en 1960 en Múnich por su director: Thomas Binkley. 

## Historia
En sus comienzos estuvo constituido, además de por Thomas Binkley (laúd), por Sterling Jones (viela), Andrea von Ramm (mezzo-soprano) y Willard Cobb (tenor). Posteriormente Willard Cobb fue reemplazado por Nigel Rogers (tenor e instrumentos de percusión) y Richard Lewitt (contratenor). Todos éstos músicos formaron el núcleo de la formación. Sin embargo, otros músicos participaron de forma ocasional en las actividades del grupo como Hopkinson Smith, Paul O'Dette, Montserrat Figueras, Max van Egmond, Claude Marti y Benjamin Bagby.
Estuvieron especializados en el repertorio medieval, del cual nos han dejado interpretaciones magníficas. Grabaron aproximadamente 50 discos para los sellos Teldec, Archiv y Reflexe que recibieron numerosos premios (Grand Prix du Disques, Deutscher Schallplattenpreis, Edison Award).
Sus interpretaciones estuvieron basadas en fuentes manuscritas originales y usaron copias de instrumentos medievales como el rabel, la guitarra renacentista y el salterio. Dieron gran importancia a la restitución de la pronunciación de las lenguas medievales para recuperar el estilo de las canciones de la época, contando para ello con artistas tradicionales como el cantante occitano Claude Marti. El repertorio medieval que interpretaron se extiende desde el planctus de Pierre Abailard a la música franco-flamenca del siglo XV. También realizaron incursiones ocasionales en el repertorio renacentista y barroco.
El éxito del grupo, al igual que el de otras formaciones de la época como el Early Music Consort of London de David Munrow o el Clemencic Consort de René Clemencic, coincidió con la ola de música folk de los años 1970s. 
El grupo abandonó sus actividades a finales de la década de los 1970s, pero ejerció gran influencia en grupos de la siguiente generación como Sequentia, Alla Francesca y Ensemble Gilles Binchois.

## Discografía
Las grabaciones que vienen a continuación se han ordenado por la fecha en que fueron publicadas o grabadas por primera vez, pero se han puesto las ediciones más modernas que se pueden encontrar actualmente en CD. En los casos en los que no exista edición en CD, se informa de la correspondiente edición en vinilo. Algunos discos reeditados en CD se encuentran descatalogados de forma individual, pero se pueden encontrar en cajas de CD, agrupados con otros discos. Las antiguas recopilaciones en vinilo no se han incluido.

### Discos originales
- 1960 - Frühe deutsche Musik. Telefunken "Das Alte Werk" AWT 8038 (EP).
- 1962 - Frühe spanische Musik im "Goldenen Zeitalter". Telefunken "Das Alte Werk" AWT 8039 (EP).
- 1962 - Frühe flämische Musik. Telefunken "Das Alte Werk" AWT 8 040 (EP).
- 1962 - Frühe Musik in England. 13. Jahrhundert. Telefunken "Das Alte Werk" AWT 8041 (EP).
- 1963 - Frühe deutsche Musik II. Spott- und Bauernlieder um 1500. Telefunken "Das Alte Werk" AWT 8042. . Su contenido fue publicado otra vez en el siguiente disco lanzado en 1966 junto con otro material: Bauern-, Tanz- und Straßenlieder im Deutschland um 1500 - Peasant, Dance and Street Songs in Germany.
- 1964 - Frühe franzözische Musik. Das Vogelrufvirelai. Telefunken "Das Alte Werk" AWT 8043. . Edición en CD en la recopilación Llibre Vermell & Robin et Marion - Secular Music ca. 1300
- 1964 - Carmina Burana. 20 Lieder aus der Originalhandschrift um 1300. Teldec "Das Alte Werk" 8.43 775 ZS.
- 1965 - Frühe Musik (II). Frühe Musik in Italien, Frankreich und Burgund. Teldec "Das Alte Werk" 641068 AH (LP). . Incluye nuevo contenido junto con antiguo material de Frühe franzözische Musik y otros discos.
- 1965 - Florid-Song und Gambenmusik im England um 1610-1660. Telefunken Das Alte Werk SAWT 9 472-A (LP).
- 1965 - Geistliche Lieder und Instrumentalsätze der Lutherzeit. Telefunken "Das Alte Werk" SAWT 9 532-B (LP).

- 1966 - Bauern-, Tanz- und Straßenlieder im Deutschland um 1500 - Peasant, Dance and Street Songs in Germany. Teldec "Das Alte Werk" 3984-21 804-2. . Incluye nuevo contenido junto con antiguo material de Frühe deutsche Musik II y otros discos.
- 1966 - Minnesang und Spruchdichtung um 1200-1320 - Walther von der Vogelweide - Neidhart - Wizlaw - Frauenlob. . Edición en CD en la recopilación Troubadours - Trouvères - Minstrels
- 1966 - Weltliche Musik um 1300: Robin et Marion - Llibre Vermell and others. . Edición en CD en la recopilación Llibre Vermell & Robin et Marion - Secular Music c. 1300
- 1968 - Carmina Burana - 13 Lieder nach der Handschrift aus Benediktbeuern um 1300. Teldec "Das Alte Werk" 8.44 012 ZS.
- 1968 - Heiteres Mittelalters. (Medeltida Konsert musik mellan 1300-1600). Telefunken SMT 1244 (LP).
- 1968 - The Elizabethan Age: Selected Works by John Dowland. DG Archiv "Blue" 471 721-2.
- 1969 - Música Ibérica I. Música Ibérica I hasta el siglo XV - Monodia siglos XII/XII, Polifonía siglo XIII, Villancicos siglo XV (Juan Urreda, Juan Cornago). EMI/Odeon J 063-20.114 (LP).
- 1969 - Música Ibérica II. Música Ibérica II hasta el siglo XVI. EMI/Odeon J 063-20.502 (LP).
- 1970 - Chansons der Troubadours. . Edición en CD en la recopilación Troubadours - Trouvères - Minstrels
- 1970 - Oswald von Wolkenstein - Monophone und Polyphone Lieder. EMI "Reflexe" CDM (or 555) 7 63 069 2.
- 1970 - Johannes Ciconia. EMI "Reflexe" CDM (or 555) 7 63442 2.
- 1970 - Roman de Fauvel. EMI "Reflexe" CDM (or 555) 7 63430 2.
- 1971 - Guillaume de Machaut: Chansons I. EMI "Reflexe" CDM or 555 7 63142 2.
- 1972 - Guillaume de Machaut: Chansons II. EMI "Reflexe" CDM or 555 7 63424 2.
- 1972 - Francesco Landini. . Edición en CD en la recopilación Reflexe Vol. 3
- 1973 - Pop Ago: Chansons - Songs - Canciones - Lieder - Canzonen. (Pop Anno 1500). EMI/Electrola "Reflexe" SHZEL 713 (LP).
- 1973 - Camino de Santiago I - Eine pilgerstrasse Navarra/Castilla. . Edición en CD en las recopilaciones Reflexe Vol. 2 o Les chemins de Compostelle
- 1973 - Camino de Santiago II - Eine pilgerstrasse León / Galicia. . Edición en CD en las recopilaciones Reflexe Vol. 2 o Les chemins de Compostelle
- 1973 - Martim Codax: Canciones de amigo - Bernart de Ventadorn: Chansons d'amour. . Edición en CD en las recopilaciones Reflexe Vol. 3 o Music from the Middle Ages
- 1974 - Estampie - Istanpitta. Instrumentalmusik des Mittelalters. . Edición en CD en las recopilaciones Reflexe Vol. 4 o Music from the Middle Ages
- 1974 - Peter Abélard - Planctus Jephta, Planctus David. . Edición en CD en la recopilación Reflexe Vol. 4
- 1974 - Guillaume Dufay - Adieu m'amour (chansons und motetten). EMI "Reflexe"CDM (or 555) 7 63 426-2.
- 1974 - Chansons der Trouvères. . Edición en CD en la recopilación Troubadours - Trouvères - Minstrels
- 1975 - L'Agonie du Languedoc. EMI "Reflexe" 7243 8 26500 2 7.
- 1975 - Musik der Spielleute. Teldec "Das Alte Werk" 8.41928 AW (LP).
- 1976 - Planctus. . Edición en CD en las recopilaciones Reflexe Vol. 5 o Music from the Middle Ages
- 1976 - Vox Humana - Vokalmusik aus dem Mittelalter. EMI "Reflexe" 555 (or CDM)-7 63 148-2.
- 1977 - Ludi Sancti Nicolai. Die Wunder des heiligen Nikolaus. . Edición en CD en la recopilación Reflexe Vol. 7

### Recopilaciones y cajas de discos
- 1994 - Carmina Burana. The Benediktburen Manuscript c. 1300. Teldec "Das Alte Werk" 2564 69765-9 (2 CD). . Contiene las siguientes grabaciones:
  - 1964 - Carmina Burana - 20 Lieder aus der Originalhanschrift um 1300
  - 1968 - Carmina Burana - 13 Lieder nach der Handschrift aus Benediktbeuern um 1300
- 1996 - Troubadours - Trouvères - Minstrels. Teldec "Das Alte Werk" 4509-97938-2 (2 CD). . Contiene las siguientes grabaciones:
  - 1966 - Minnesang und Spruchdichtung um 1200-1320 - Walther von der Vogelweide - Neidhart - Wizlaw - Frauenlob
  - 1970 - Chansons der Troubadours
  - 1974 - Chansons der Trouvères
- 1998 - Llibre Vermell & Robin et Marion - Secular Music c. 1300. Teldec "Das Alte Werk" 3984-21709-2. . Contiene las siguientes grabaciones:
  - 1964 - Frühe franzözische Musik
  - 1966 - Robin et Marion - Llibre Vermell and others (Secular Music circa 1300)
- 2000 - Stationen Europäischer Musik. Es un conjunto de cajas publicado por EMI Classics "Reflexe". Aquí solo se reseñan los correspondientes al Studio. 
  - Reflexe Vol. 1. EMI Classics "Reflexe" 7243 8 26466 2 (6 CD). . Contiene las siguientes grabaciones:
    - 1970 - Oswald von Wolkenstein - Monophone & Polyphone Lieder
    - 1970 - Johannes Ciconia
    - 1970 - Roman de Fauvel
    - 1971 - Guillaume de Machaut: Chansons 1

  - Reflexe Vol. 2. EMI Classics "Reflexe" 7243 8 26473 2 4 (6 CD). . Contiene las siguientes grabaciones:
    - 1972 - Guillaume de Machaut: Chansons 2
    - 1973 - Camino de Santiago I
    - 1973 - Camino de Santiago II

  - Reflexe Vol. 3. EMI Classics "Reflexe" 7243 8 26480 2 4 (6 CD). . Contiene las siguientes grabaciones:
    - 1972 - Francesco Landini
    - 1973 - Martim Codax: canciones de amigo - Bernart de Ventadorn: Chansons d'amour

  - Reflexe Vol. 4. EMI Classics "Reflexe" 7243 8 26487 2 4 (6 CD). . Contiene las siguientes grabaciones:
    - 1974 - Estampie - Instrumentalmusik des Mittelalters
    - 1974 - Peter Abélard
    - 1974 - Guillaume Dufay - Adieu m'amour (chansons und motetten)

  - Reflexe Vol. 5. EMI Classics "Reflexe" 7243 8 26494 2 7 (6 CD). . Contiene las siguientes grabaciones:
    - 1975 - L'Agonie du Languedoc
    - 1976 - Planctus

  - Reflexe Vol. 7. EMI Classics "Reflexe" 7243 8 26508 2 9 (6 CD). . Contiene las siguientes grabaciones:
    - 1977 - Ludi Sancti Nicolai

  - Reflexe Vol. 9. EMI Classics "Reflexe" 7243 8 26522 2 9 (6 CD). . Contiene las siguientes grabaciones:
    - 1976 - Vox Humana - Vokalmusik aus dem Mittelalter
- 2005 - Music from the Middle Ages. EMI "Classics" 0946 338137 2 4. . Contiene las siguientes grabaciones:
  - 1970 - Roman de Fauvel
  - 1973 - Martim Codax: canciones de amigo - Bernart de Ventadorn: Chansons d'amour
  - 1975 - L'Agonie du Languedoc
  - 1976 - Planctus
- 2007 - Les chemins de Compostelle. Virgin "Classics" 00946 9346602 8 (2 CD). . Contiene las siguientes grabaciones:
  - 1973 - Camino de Santiago I - Eine pilgerstrasse Navarra/Castilla
  - 1973 - Camino de Santiago II - Eine pilgerstrasse León / Galicia

## Galería

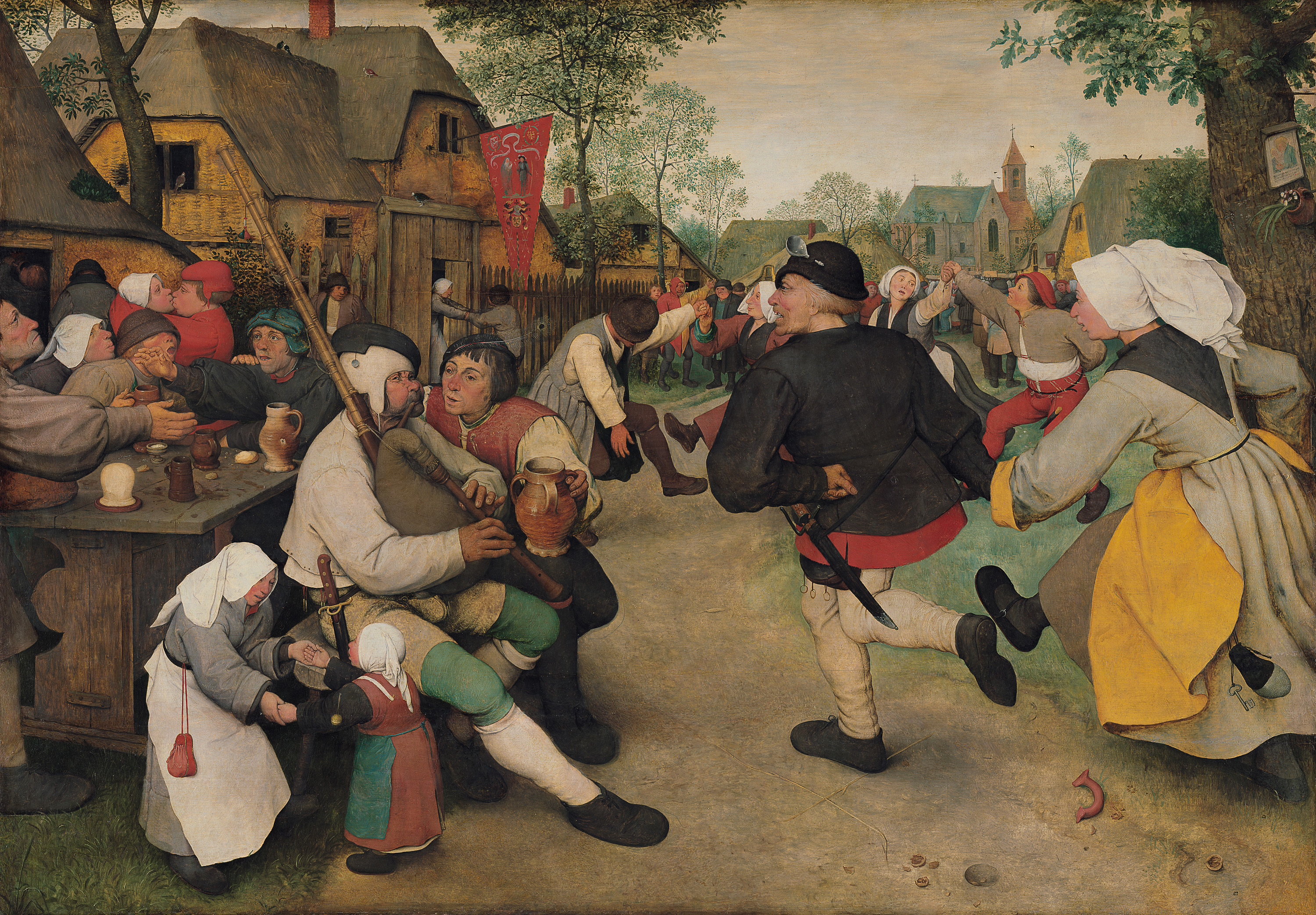
Baile campesino (Boerendans, 1568), óleo en lienzo de Pieter Brueghel el Viejo empleado en la portada de Bauern-, Tanz- und Straßenlieder im Deutschland um 1500.